# Gustaf Kossinna

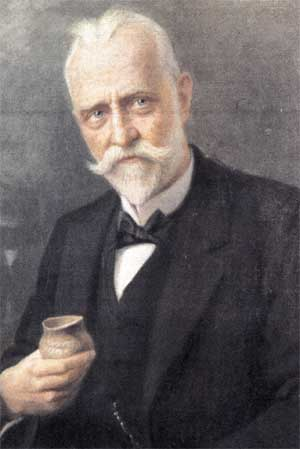
Portret van Kossinna met een voorbeeld van opgegraven aardewerk

Gustaf Kossinna (Tilsit, 28 september 1858 - Berlijn, 20 december 1931) was een linguïst en professor in de Duitse archeologie aan de Universiteit van Berlijn. Samen met Carl Schuchhardt behoorde hij tot de toonaangevende Duitse prehistorici van zijn tijd. Hij gebruikte voor het onderzoek naar het materiële erfgoed van verdwenen culturen het begrip Kulturprovinz, een geografische begrensde ruimte waarin een bepaalde samenhang van cultuurkenmerken als gereedschappen en nederzettingsvormen vastgesteld kon worden. Hij was van mening dat Kulturprovinzen samen hingen met het woongebied van bepaalde volkeren of stammen zoals de Germanen en de Kelten. Zijn werk had een sterk nationalistische en zelfs racistische ondertoon  Zijn nationalistische theorieën over de oorsprong van de Germaanse volkeren kwamen goed van pas in de Nazi-ideologie. Deze associatie deed zijn reputatie na de Tweede Wereldoorlog geen goed.   
- Bibliothèque nationale de France: cb129654356 (data)
- Gemeinsame Normdatei: 118565680
- International Standard Name Identifier: 0000 0001 2021 0556
- Library of Congress Control Number: n84035958
- Bibliotheek van het Japanse parlement: 01168684
- Nationale Bibliotheek van Tsjechië: xx0135460
- Nationale Bibliotheek van Israël: 987007277330405171
- Nationale Bibliotheek van Polen: a0000002710431
- Nederlandse Thesaurus van Auteursnamen: 070858187
- Istituto Centrale per il Catalogo Unico: UBOV383103
- Système universitaire de documentation: 084119985
- Trove: 1012252
- Virtual International Authority File: 5145857770723020531
- WorldCat: E39PBJj8PWPK9fTMXMMRg6hT73